# 葉迪山

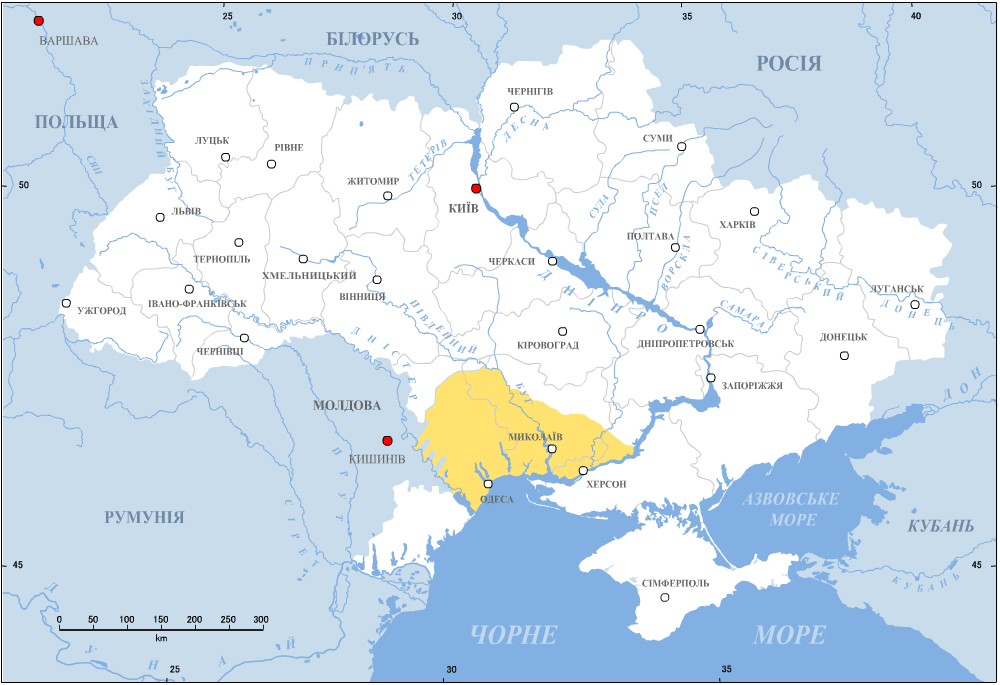
葉迪山

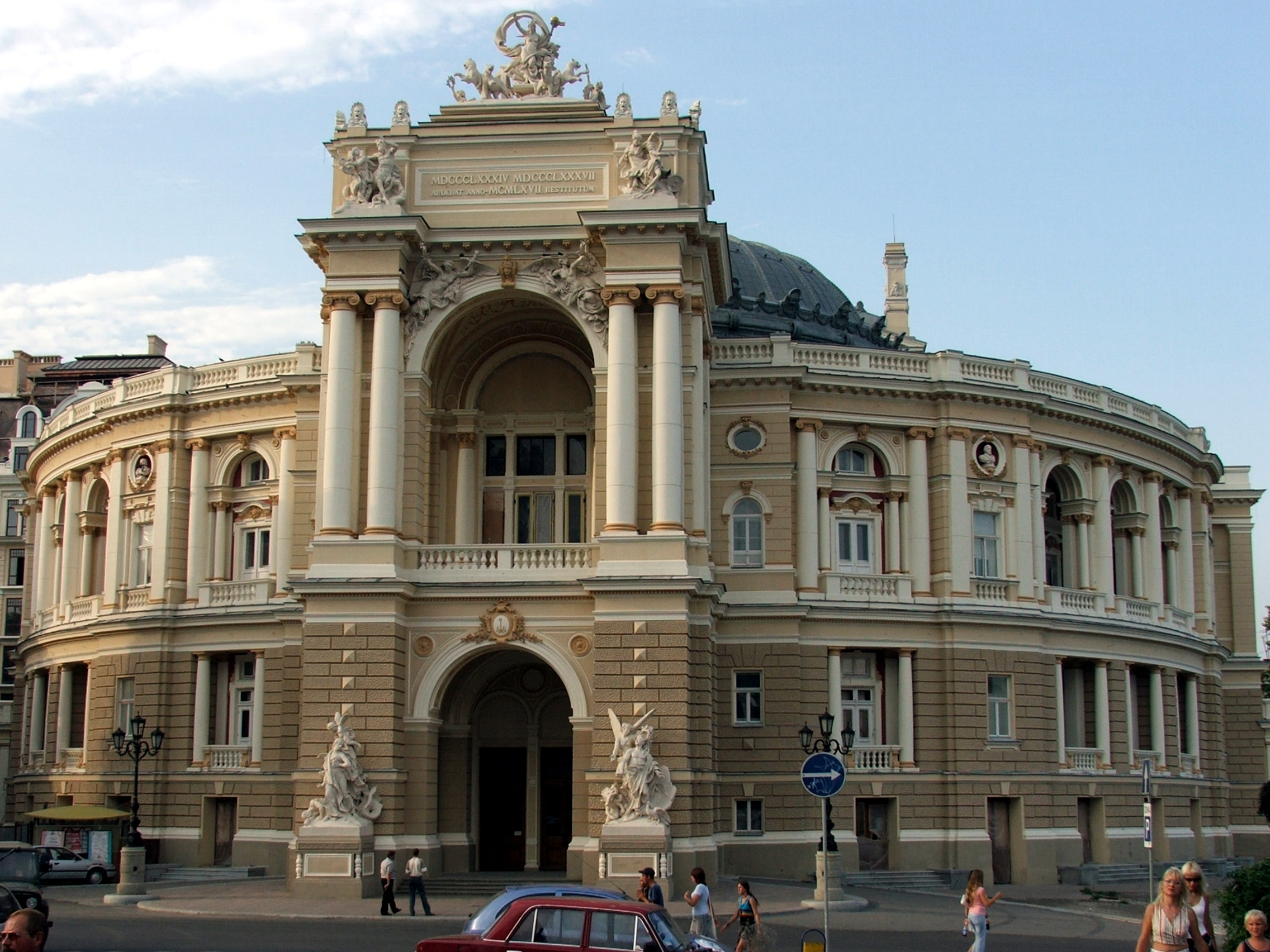
敖德薩歌劇院

葉迪山（羅馬化：Yedysan，羅馬化：Yedisan）是烏克蘭的一個歷史地區，範圍包括現在的烏克蘭西南部和摩爾多瓦東南部（包括聶斯特河沿岸）的地區。葉迪山地處黑海以北，聶斯特河和聶伯河之間，中心城市是敖德薩。